# Radulinus
Radulinus – rodzaj ryb skorpenokształtnych z rodziny głowaczowatych.

## Klasyfikacja
Gatunki zaliczane do tego rodzaju:
- Radulinus asprellus
- Radulinus boleoides
- Radulinus vinculus